# Kościół św. Franciszka z Asyżu w Komprachcicach
Kościół św. Franciszka z Asyżu – rzymskokatolicki kościół parafialny w Komprachcicach. Świątynia należy do parafii św. Franciszka z Asyżu w Komprachcicach w dekanacie Prószków, w diecezji opolskiej.  

## Historia kościoła
W latach 1935–1940 proboszczem parafii w Komprachcicach był ks. Franciszek Niedzballa, dzięki jego staraniom wybudowano obecny kościół parafialny. Konsekracji świątyni dokonał w 1936 roku kardynał Adolf Bertram. Stary, drewniany kościół został zachowany i przez kilka lat stał przed nowym. W 1941 roku, po erygowaniu parafii w Ochodzach, został tam przeniesiony wraz z wyposażeniem (poza obrazem św. Tekli, który pozostał w Komprachcicach).

## Architektura
Obecny kościół, wzniesiony prostopadle do poprzedniego, orientowanego, skierowany jest chórem na północ. Jest to trójnawowa bazylika, z węższym prezbiterium zamkniętym trójbocznie, z wnętrzem przykrytymi stropem. Masywna wieża o szerokości równej nawie głównej jest masywna, nosi cechy westwerku i posiada pseudoromańskie elementy - półkolisty łuk głównego, uskokowego portalu, tryforia i biforia w zwieńczeniu, wąskie okna w klatkach schodowych, nakryta jest dachem czterospadowym. Na fasadzie umieszczone są figury św. Józefa z Dzieciątkiem i patrona kościoła, św. Franciszka z Asyżu, na wspornikach, nakryte blaszanymi, półkolistymi okapami. Na kształt wieży wpływają umieszczone na niej w dużej liczbie anteny przekaźnikowe telefonii komórkowej i internetu.  

## Organy
Organy w Komprachcicach są jedynym w województwie opolskim instrumentem zbudowanym przez firmę Steinmeyer. Instrument powstał w 1937 roku po wybudowaniu nowego, murowanego kościoła. Jest największy w dekanacie prószkowskim. Ostatni remont generalny instrumentu został przeprowadzony w latach 2016–2018.
Dyspozycja instrumentu:
| Manuał I           | Manuał II               | Pedał               |
| ------------------ | ----------------------- | ------------------- |
| 1. Bordun 16’      | 1. Lieblich-gedeckt 16’ | 1. Kontrabaſs 16’   |
| 2. Prinzipal 8’    | 2. Salzional 8’         | 2. Subbaſs 16’      |
| 3. Gamba 8’        | 3. Schwebend-Aeoline 8’ | 3. Zartbaſs 16’ *   |
| 4. Dulciana 8’     | 4. Quintaton 8’         | 4. Prinzipalbaſs 8’ |
| 5. Konzertflöte 8’ | 5. Still-gedeckt 8’     | 5. Choralbaſs 4’    |
| 6. Oktav 4’        | 6. Geigen-prinzipal 4’  | 6. Flachflöte 2’    |
| 7. Rohrflöte 4’    | 7. Nachthorn 4’         | 7. Posaune 16’      |
| 8. Waldflöte 2’    | 8. Blockflöte 2’        |                     |
| 9. Mixtur 1 3/5’   | 9. Sifflöte 1’          |                     |
| 10. Cymbel 1’      | 10. Quinte 2 2/3’       |                     |
| 11. Trompete 16’   | 11. Terz 1 3/5’         |                     |
| 12. Trompete 8’    | 12. Krummhorn 8’        |                     |
| 13. Clarine 4’     |                         |                     |